# Домнион Сердикийски
Домнион Сердикийски е източноримски християнски духовник, епископ на Сердика около 515 година.
Основното сведение за него е хрониката на Марцелин Комес. Според нея той е един от епископите от Илирик, извикани към 515 година в Константинопол от император Анастасий I, за да им окаже натиск за приемане на монофизитството. Някои от епископите понасят наказания, но Домнион е върнат в Сердика, заради опасения от бунтове в града.
Домнион е свързван и с публикувано от Иван Томко Мърнавич житие на Юстиниан I, смятано днес за напълно неавтентично – според него Домнион (Богомил) е учител на Юстиниан, а църквата „Света София“ е построена от императора в негова чест и той е погребан в нея.